# Trimpsentragen
Das Trimpsentragen, Tremsentragen oder Trimpseneierholen ist ein für das frühneuzeitliche Westfalen belegter Volksbrauch. 

## Hintergrund
Bei diesem Brauch wurden Sträuße von Kornblumen von Haus zu Haus getragen, um im Gegenzug kleinere Speisen wie zum Beispiel Eier zu erhalten. 
Der Heischebrauch wurde von Personen beiderlei Geschlechts, den Tremsenträgern, durchgeführt. Das Verzehren der eingeworbenen Güter in gemeinsamen Gelagen (Tremsenessen) stand unter dem Verdacht der Zügellosigkeit. 
Zu Besorgnis und öffentlicher Ablehnung kam es aber auch durch das Niedertreten der Feldfrucht beim Pflücken der Kornblumen.
So ist in den Jahren 1575, 1580, 1593 und 1594 für die Stadt Soest der mehrmalige, offensichtlich zunächst erfolglose Versuch belegt, diesen Volksbrauch durch Ratsbeschluss zu unterbinden.